# Movimiento Unir
El Movimiento Unir (UNIR) fue un movimiento político chileno fundado en 2020, tras una escisión de miembros del Partido Socialista de Chile (PS). Desde julio de 2020 el movimiento ha sido miembro del Frente Amplio (FA) y en agosto de 2023 se anunció su integración al partido político Comunes.

## Historia
Entre sus miembros fundadores están antiguos militantes del Partido Socialista (PS), como el exministro vocero de gobierno y exdiputado Marcelo Díaz, la exsubsecretaria de Derechos Humanos (2016-2018), Lorena Fries y el diputado Patricio Rosas. Además, formaba parte del movimiento del alcalde de Independencia, Gonzalo Durán. 
En julio de 2020, el movimiento se integró a la coalición de izquierda Frente Amplio (FA), de cara a las elecciones de 2021.
El 21 de noviembre de 2020 en una «Asamblea Nacional» del movimiento se definió presentar como candidato presidencial de la colectividad al diputado por la región de Valparaíso Marcelo Díaz. Cuestión que finalmente no prosperó al bajar su candidatura y anunciar su apoyo a la candidatura de Gabriel Boric, junto a RD, CS, FC y Comunes en una primaria presidencial de Apruebo Dignidad.
En las elecciones parlamentarias de 2021, el movimiento logra la reelección de Patricio Rosas y la elección de Lorena Fries para la Cámara de diputadas y diputados, en cupos de Convergencia Social.
En octubre de 2022, luego de que el movimiento Fuerza Común se integrara al partido Convergencia Social, el Movimiento Unir realizó un consejo ampliado de militantes, en donde se discutieron entrar a CS o mantenerse como un movimiento dentro del Frente Amplio. Ninguna de las dos opciones logró un apoyo unánime, pero dos de sus principales figuras, la diputada Lorena Fries y el alcalde de Independencia, Gonzalo Durán, decidieron incorporarse como militantes a Convergencia Social.
En agosto de 2023 se anunció la unificación del movimiento con el partido Comunes a través de un voto político en el tercer y último Consejo Nacional de la colectividad, en el marco de la construcción de un eventual partido político unificado del Frente Amplio.

## Estructura directiva
El equipo directivo del movimiento estaba compuesto de la siguiente manera:
- Coordinadores Generales: Julio Salas.
- Comité de Iniciativa: Marcelo Díaz, Rocío González, Catalina Moya, Patricio Rosas y María José Fontecilla.

### Espacios militantes internos
Unir se formaba internamente por "círculos" políticos y territoriales, con el fin de "recoger las preocupaciones y planteamientos (...) cara a la elaboración de la propuesta programática del movimiento".
Dentro de los círculos políticos se encontraba el Círculo Feminista, Joven, Seguridad Ciudadana, Trabajo y Pensiones, Innovación Política, Cultura, Medio Ambiente, Salud, Educación y Nueva Constitución, entre otras.
Y respecto de los círculos territoriales, se establecieron por parte de la coordinación instancias en las regiones de Atacama, Coquimbo, Valparaíso, Libertador Bernardo O’Higgins, Maule, Los Ríos, Metropolitana, además de una instancia para Chilenos y Chilenas en el Exterior.

## Autoridades

### Diputados
El Movimiento Unir tiene un diputado electo para el período legislativo 2022-2026.
| Diputado                  | Región   | Distrito                                   |
| ------------------------- | -------- | ------------------------------------------ |
| Patricio Rosas Barrientos | Los Ríos | 24 (Electo como independiente por cupo CS) |

#### Concejales
| Concejal               | Región        | Comuna                                                    |
| ---------------------- | ------------- | --------------------------------------------------------- |
| Thelmo Aguilar Rojas   | Valparaíso    | Valparaíso (Electo como independiente por cupo CS)        |
| Diego Trincado Herrera | Metropolitana | San José de Maipo (Electo como independiente por cupo RD) |
| Daniela Parada Vargas  | Metropolitana | Independencia (Electa como independiente por cupo CS)     |
| Hugo Guzmán Millán     | O'Higgins     | Rancagua (Electo como independiente por cupo RD)          |
| Marcelo Miñañir Matus  | O'Higgins     | Graneros (Electo como independiente por cupo CS)          |